# Yvonne Makolo
Yvonne Manzi Makolo és una especialista en tecnologia de la informació i empresària ruandesa, qui és executiu en cap (CEO) de RwandAir, l'aerolínia nacional de Ruanda. Va ser nomenada per a aquest càrrec el 6 d'abril de 2018. Abans d'això, va exercir com a subdirectora general responsable d'assumptes corporatius a la mateixa companyia aèria, des d'abril de 2017 fins a abril de 2018.

## Biografia
Yvonne va néixer a Ruanda. En 1993 va emigrar voluntàriament al Canadà. Deu anys més tard, el 2003 va tornar a Ruanda. Ella i la seva germana gran van ser criades per una mare soltera, ja que el pare de Yvonne va morir quan les filles eren molt petites. S'ha especialitzar en tecnologia de la informació Ha treballat com a programadora tant al Canadà com a Rwanda.
En 2006 es va unir a MTN Rwanda, un important proveïdor de serveis de telecomunicacions al país. Amb el pas del temps, ella va passar pels càrrecs de director de màrqueting (CMO) i també va servir com a executiu en capt (CEO), amb capacitat d'actuació.
A l'abril de 2017, quan el Consell de Ministres de Rwuanda va fer canvis de direcció a Rwandair, Yvonne Manzi Makolo va ser nomenada vicepresidenta executiva responsable dels afers corporatius. Un any més tard, en un altre canvi directiu a la companyia aèria nacional, va ser nomenada directora i executiva en cap de Rwandair.